# Trevor Hayes

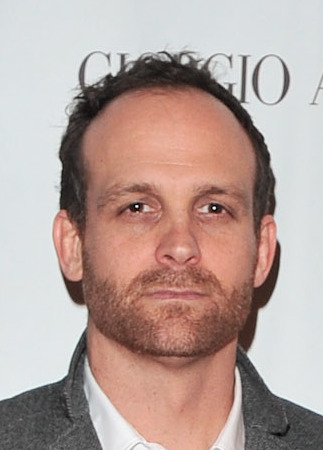
Trevor Hayes (2012)

Trevor Hayes (* in Montreal, Québec) ist ein kanadischer Theater- und Filmschauspieler sowie Synchronsprecher.

## Leben
Hayes debütierte 1999 als Theaterschauspieler. Sein Fernsehdebüt bestritt er 2001 in einer Episode der Fernsehserie Mission Erde – Sie sind unter uns. 2005 übernahm er in der Fernsehserie The Festival in sechs Episoden die Rolle des Tony Russ und eine Nebenrolle im Horror-Thriller The Dark Hours. Von 2006 bis 2007 war er in insgesamt 12 Episoden der Fernsehserie The Business in der Rolle des Tony Russ zu sehen. Er mimte 2008 im Film War Games 2: The Dead Code die Rolle des Agenten Aeron Scott. Von 2012 bis 2013 verkörperte er die Rolle des Mickey Finn in 13 Episoden der Fernsehserie Claddagh. 2013 stellte er im Fernseh-Zweiteiler CAT. 8 – Wenn die Erde verglüht… die Rolle des Jack Hillcroft dar. Er war von 2016 bis 2017 in der Rolle des Dennis Masterson in der Fernsehserie The Girlfriend Experience zu sehen.

## Filmografie

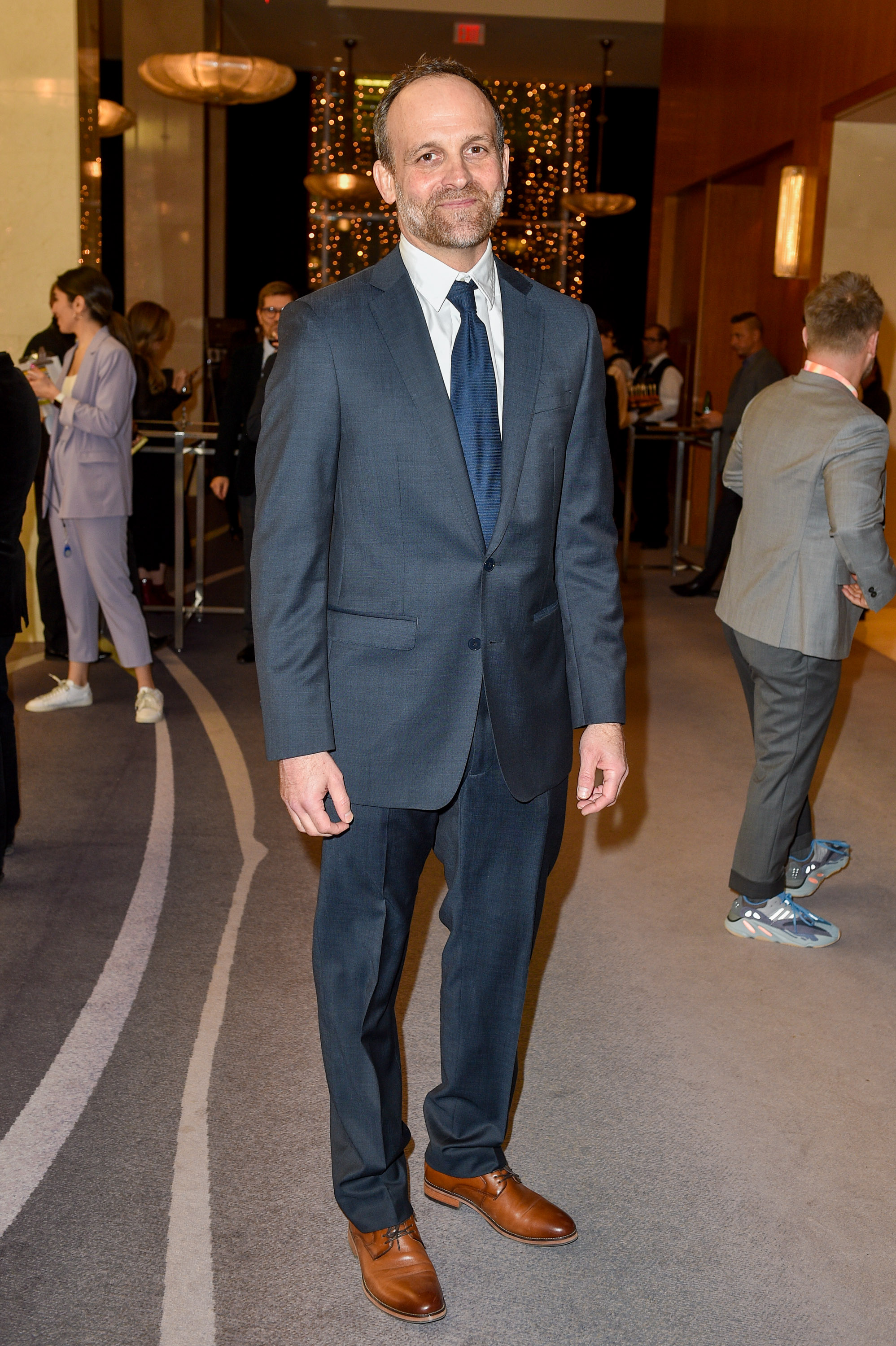
Trevor Hayes (2020)

- 2001: Mission Erde – Sie sind unter uns (Earth: Final Conflict, Fernsehserie, Episode 4x19)
- 2002: Blue Murder (Fernsehserie, Episode 2x10)
- 2003: The Root (Kurzfilm)
- 2004: Missing – Verzweifelt gesucht (1-800-Missing, Fernsehserie, Episode 1x17)
- 2004: Selfless, Cold and Composed (Kurzfilm)
- 2004: Sue Thomas: F.B.I. (Sue Thomas: F.B.Eye, Fernsehserie, Episode 3x01)
- 2004: Aviator
- 2005: The Dark Hours
- 2005: Tagebuch für Nicholas (Suzanne’s Diary for Nicholas, Fernsehfilm)
- 2005: The Festival (Fernsehserie, 6 Episoden)
- 2005: Mayday – Alarm im Cockpit (Air Crash Investigation/Mayday, Fernsehserie, Episode 3x13)
- 2006: One Dead Indian (Fernsehfilm)
- 2006: Bethune (Mini-Serie, 3 Episoden)
- 2006–2007: The Business (Fernsehserie, 12 Episoden)
- 2007: A Life Interrupted (Fernsehfilm)
- 2007: Dead Zone (The Dead Zone, Fernsehserie, Episode 6x09)
- 2007: I’m Not There
- 2007: Still Life
- 2007: Singularity (Kurzfilm)
- 2008: The End of Nevermind (Kurzfilm)
- 2008: Call Back (Kurzfilm)
- 2008: War Games 2: The Dead Code (Wargames: The Dead Code)
- 2008: Who Is KK Downey?
- 2008–2012: Flashpoint – Das Spezialkommando (Flashpoint, Fernsehserie, 2 Episoden)
- 2009: 40 Is the New 20
- 2009: The Wild Hunt
- 2009: The Trotsky
- 2009: The Beautiful Life (The Beautiful Life: TBL, Fernsehserie, Episode 1x01)
- 2009: The Bitter End (Fernsehserie, Episode 1x05)
- 2009: Das Phantom (The Phantom, Miniserie, 2 Episoden)
- 2009: Les hauts et les bas de Sophie Paquin (Fernsehserie, Episode 4x12)
- 2010: I Heart Doomsday
- 2010: Die! – Ein Spiel auf Leben und Tod (Die)
- 2010: Nazareth: Special Features
- 2010: Lick
- 2011: 18 to Life (Fernsehserie, Episode 2x04)
- 2011: Funkytown
- 2011: The Year Dolly Parton Was My Mom
- 2011: Stealing Paradise (Fernsehfilm)
- 2011: On the Beat
- 2011: Fade In (Kurzfilm)
- 2011: To the Teeth (Kurzfilm)
- 2012: Jamestown (Kurzfilm)
- 2012: Crackmas (Kurzfilm)
- 2012: Rattan (Kurzfilm)
- 2012–2013: Claddagh (Fernsehserie, 13 Episoden)
- 2013: CAT. 8 – Wenn die Erde verglüht… (CAT. 8, Fernsehfilm)
- 2013: Danielle (Kurzfilm)
- 2013: Das Penthouse (Penthouse North)
- 2013: The Listener – Hellhörig (The Listener, Fernsehserie, Episode 4x09)
- 2013: JFK: The Smoking Gun (Fernsehdokumentation)
- 2013: Played (Fernsehserie, Episode 1x12)
- 2014: Le règne de la beauté
- 2014: What We Have
- 2014: The Lottery (Fernsehserie, 2 Episoden)
- 2014: Murdoch Mysteries (Fernsehserie, Episode 8x05)
- 2015: The Strain (Fernsehserie, Episode 2x04)
- 2015: Heroes Reborn (Miniserie, Episode 1x06)
- 2016: The Other Half
- 2016: We’re Still Together
- 2016: The Flare (Kurzfilm)
- 2016: Tell the World
- 2016: The Art of More – Tödliche Gier (The Art of More, Fernsehserie, Episode 2x09)
- 2016: Hard Close (Kurzfilm)
- 2016: This Life (Fernsehserie, Episode 2x07)
- 2016–2017: The Girlfriend Experience (Fernsehserie, 8 Episoden)
- 2017: Real Detective (Fernsehserie, Episode 2x05)
- 2017: Saving Hope (Fernsehserie, Episode 5x09)
- 2017: Skal (Fernsehserie, 7 Episoden)
- 2017: 21 Thunder (Fernsehserie)
- 2017: Fear the Walking Dead Survival (Kurzfilm)
- 2018: Blue Moon (Fernsehserie, Episode 3x06)
- 2018: Blue/Red (Kurzfilm)
- 2018: Real Detective – Fälle, die man nie vergisst (The Detectives, Fernsehserie, Episode 1x07)
- 2018: The Handmaid’s Tale – Der Report der Magd (The Handmaid’s Tale, Fernsehserie, Episode 2x03)
- 2018: Meltdown (Kurzfilm)
- 2018: Tom Clancy’s Jack Ryan (Fernsehserie, Episode 1x08)
- 2018: A Majestic Christmas (Fernsehfilm)
- 2018: Titans (Fernsehserie, Episode 1x09)
- 2019: Fuchsia (Kurzfilm)
- 2019: Blood Quantum
- 2020: Rule of 3 (Fernsehfilm)
- 2020: Flowers of the Field
- 2020: A Teacher (Miniserie, Episode 1x01)
- 2021: Pretty Hard Cases (Fernsehserie, 4 Episoden)
- 2021: Awake
- 2021: Good Witch (Fernsehserie, 3 Episoden)

## Synchronsprecher
- 2010: Tom Clancy’s Splinter Cell: Conviction (Videospiel)
- 2011: Deus Ex: Human Revolution (Videospiel)
- 2013: Deus Ex: Human Revolution – Director’s Cut (Videospiel)
- 2014: Thief (Videospiel)
- 2014: Watch Dogs (Videospiel)
- 2016: Deus Ex: Mankind Divided (Videospiel)
- 2021: Outriders (Videospiel)